# Santiago González (voetballer)
Santiago Emiliano González Areco (Montevideo, 11 juni 1991) is een Uruguayaans betaald voetballer. In 2015 verruilde hij Montreal Impact voor Sud América uit de Primera División Uruguaya.

## Clubcarrière
González begon in de jeugd van Sud América en stroomde in 2011 door naar het eerste team. Hij promoveerde met Sud América naar de Primera División Uruguaya. In zijn eerste seizoen in de hoogste competitie van Uruguay werd hij topscorer van zijn club met vijf doelpunten en twee assists in veertien wedstrijden. Op 14 februari 2014 tekende González een contract bij Montreal Impact. Hij sloot zijn eerste seizoen bij de club af met negen invalbeurten zonder goals. Op 1 augustus 2014 werd bekendgemaakt dat hij verhuurd werd aan het Uruguayaanse Danubio FC. Na drie wedstrijden bij Danubio, waarin hij één doelpunt maakte, keerde hij op 12 januari 2015 terug bij Montreal. Nadat zijn contract bij Montreal Impact ontbonden werd tekende hij in maart van 2015 opnieuw bij Sud América.